# Dietrich Brandis
Dietrich Brandis (Bonn, 31 de março de 1824 — Bonn, 29 de maio de 1907) foi um botânico alemão.

## Biografia
Era filho do Dr Christian Brandis, professor de filosofia na Universidade de Bonn. Estudou nas universidades de Copenhague, Göttingen e Bonn.  Em 1849 assumiu um posto de professor de botânica em Bonn. Seu maior interesse era no campo da gestão florestal e, como tal, trabalhou na Índia.
É considerado o pai da  silvicultura tropical.

## Obras
- The forest flora of North-West and Central India: a handbook of the indigenous trees and shrubs of those countries, 1874
- Illustrations of the Forest Flora of North-West and Central India, 1874 Scan
- Indian trees: an account of trees shrubs woody climbers bamboos & palms indigenous or commonly cultivated in the British Indian empire, 1906

## Homenagens
Muitas espécies de plantas foram nomeadas em sua honra:
| - Dendrocalamus brandisii Kurz - Dendrocalamus brandisiana Kurz - Ochlandra brandisii Gamble - Macaranga brandisii King - Millettia brandisiana Kurz - Orophea brandisii Hook.f. & Thomson | - Pedicularis brandisii Benth. - Quercus brandisiana Kurz - Ardisia brandisiana Kurz - Iodes brandisii Kurz - Ixora brandisiana Kurz - Loranthus brandisanus Kurz |

- O gênero Brandisia Hook.f. & Thomson também foi nomeado em sua homenagem.